# Эрнст Бранденбургский
Э́рнст Бранденбу́ргский (нем. Ernst von Brandenburg; 23 апреля 1583, Галле, курфюршество Бранденбург — 28 сентября 1613, Берлин, курфюршество Бранденбург) — принц из дома Гогенцоллернов, сын бранденбургского курфюрста Иоахима III Фридриха, маркграф Бранденбурга. Во время войны за клевское наследство в 1610—1613 годах был штатгальтером герцогства Юлих-Клеве-Берга от имени брата Иоганна Сигизмунда, курфюрста Бранденбурга. Первый из дома Гогенцоллернов, кто принял кальвинизм. В 1611 году был назначен магистром Бранденбургского бальяжа Мальтийского ордена.

## Биография
Родился в Галле 23 апреля 1583 года. Он был сыном бранденбургского курфюрста Иоахима III Фридриха и бранденбург-кюстринской принцессы Екатерины. По отцовской линии приходился внуком бранденбургскому курфюрсту Иоганну Георгу Экономному и легницкой принцессе Софии. По материнской линии был внуком бранденбург-кюстринского маркграфа Иоганна и брауншвейг-вольфенбюттельской принцессы Екатерины.
После образовательной поездки Эрнста Бранденбургского в Нидерланды и Англию, весной 1610 года старший брат принца, курфюрст Иоганн Сигизмунд, назначил его штатгальтером в Дюссельдорфе, чтобы он представлял интересы дома Гогенцоллернов, претендовавших на наследование герцогством Юлих-Клеве-Берга.
Войдя на территорию Нижнего Рейна, принц остановился в Марбурге. Он одержал победу над гессен-кассельским ландграфом Морицем и его тестем нассау-зигенским графом Иоганном VII. Затем Эрнст Бранденбургский вступил в переговоры с нойбургским пфальцграфом Вольфгангом Вильгельмом, который также претендовал на клевское наследство. Вопреки указаниям старшего брата, 10 июня 1609 года в Дортмунде принц заключил с пфальцграфом договор о совместном правлении над территорией герцогства Юлих-Клеве-Берга.
Во время правления, противостоять напористому и умному пфальцграфу, Эрнсту Бранденбургскому советами помогали имперские князья-протестанты. Сам принц страдал слабым здоровьем, и в августе 1612 года серьезно заболел в Рейнланде.
Ранее, 30 мая 1610 года в Дюссельдорфе, в присутствии ангальт-бернбургского принца Кристиана I и протестантского теолога и капеллана Абрахама Скультетуса, Эрнст Бранденбургский перешёл из лютеранства в кальвинизм. После этого, принц назначил своим придворным проповедником пастора Вильгельма Стефани и содействовал распространению кальвинизма в герцогствах Юлих, Клеве и Берга.
Исторически значимой стала кальвинистская проповедь, произнесённая 28 июля 1613 года в покоях принца в Берлинском дворце, куда он пригласил придворного проповедника Мартина Фюсселя из Дессау. 1 августа  1613 года этот же проповедник выступил с проповедью в Хорине перед бранденбургским курфюрстом Иоганном Сигизмундом, исповедовавшим лютеранство.
Эрнст Бранденбургский умер неженатым 28 сентября 1613 года в Берлине и был похоронен в старом Берлинском соборе. Эпитафия во время его похорон была прочитана придворным проповедником Соломоном Финком.